# Покорный, Адольф
Адо́льф Поко́рный (нем. Adolf Pokorny; 26 июля 1895, Вена — XX век, неизвестно) — немецкий врач, специалист по кожным и венерическим заболеваниям. На Нюрнбергском процессе над врачами обвинён в организации и проведении экспериментов по стерилизации над заключёнными концентрационных лагерей нацистской Германии, но был оправдан.

## Биография
Родился в семье военного в Вене. В связи с частой сменой места службы отца определённое время жил в Богемии, Галиции и Боснии.
Принимал участие в Первой мировой войне. Начав в марте 1915 года войну в качестве солдата получил несколько наград и звание младшего лейтенанта за успешную службу. После окончания войны поступил на медицинский факультет Карлова университета в Праге. В 1922 году получает университетское образование и после 2-летней стажировки начинает работу врачом-дерматологом в Комотау. На момент занятия немецкими войсками Чехословакии в 1938 году имел чехословацкое гражданство.
В 1923 году женился на своей коллеге Лили Вайль, наполовину еврейке. У них родилось 2 детей, которые перед началом Второй мировой войны эмигрировали в Англию. Несмотря на то, что в 1935 году Адольф Покорный развёлся с женой, ему было отказано в 1939 году во вступлении в НСДАП.

## Участие в военных преступлениях
Вторую мировую войну начинает в должности врача лазарета в Хоэнштайн-Эрнстталь.
В октябре 1941 года направляет письмо Генриху Гиммлеру, в котором указывает, что «враг должен быть не только побеждён, но также уничтожен» (нем. Getragen von dem Gedanken, daß der Feind nicht nur besiegt, sondern vernichtet werden muß). Покорный высказывает предложение о проведении экспериментов по стерилизации с применением сока южноамериканского растения (Dieffenbachia seguine), который предположительно обладал соответствующими свойствами. Также в своём письме Покорный указывает на наличие «3 миллионов заключённых-большевиков», которых следует лишить возможности размножения". Также он советует Гиммлеру, прекратить публикации о свойствах этого растения, чтобы не привлекать внимание врага. Предложение Покорного было отклонено в связи с тем, что предлагаемое растение не могло быть добыто в достаточных объёмах. Эксперименты по применению растительного сока для стерилизации в концлагерях не проводились.

## Нюрнбергский процесс над врачами
Предстал в качестве одного из обвиняемых на процессе над врачами. Нюрнбергский процесс над врачами проходил с 9 декабря 1946 по 20 августа 1947 года.
Свою защиту Покорный построил на том, что «зная о планировании стерилизации, предложение использования сока южноамериканского растения было отвлекающим манёвром». Суд счёл его оправдания наигранными, однако состава преступления не нашёл, в связи с чем Покорный был оправдан. В постановлении суда значилось, что «Покорный оправдывается не благодаря, а несмотря на свою защиту».
После освобождения продолжал заниматься медицинской практикой.